# 주기매미

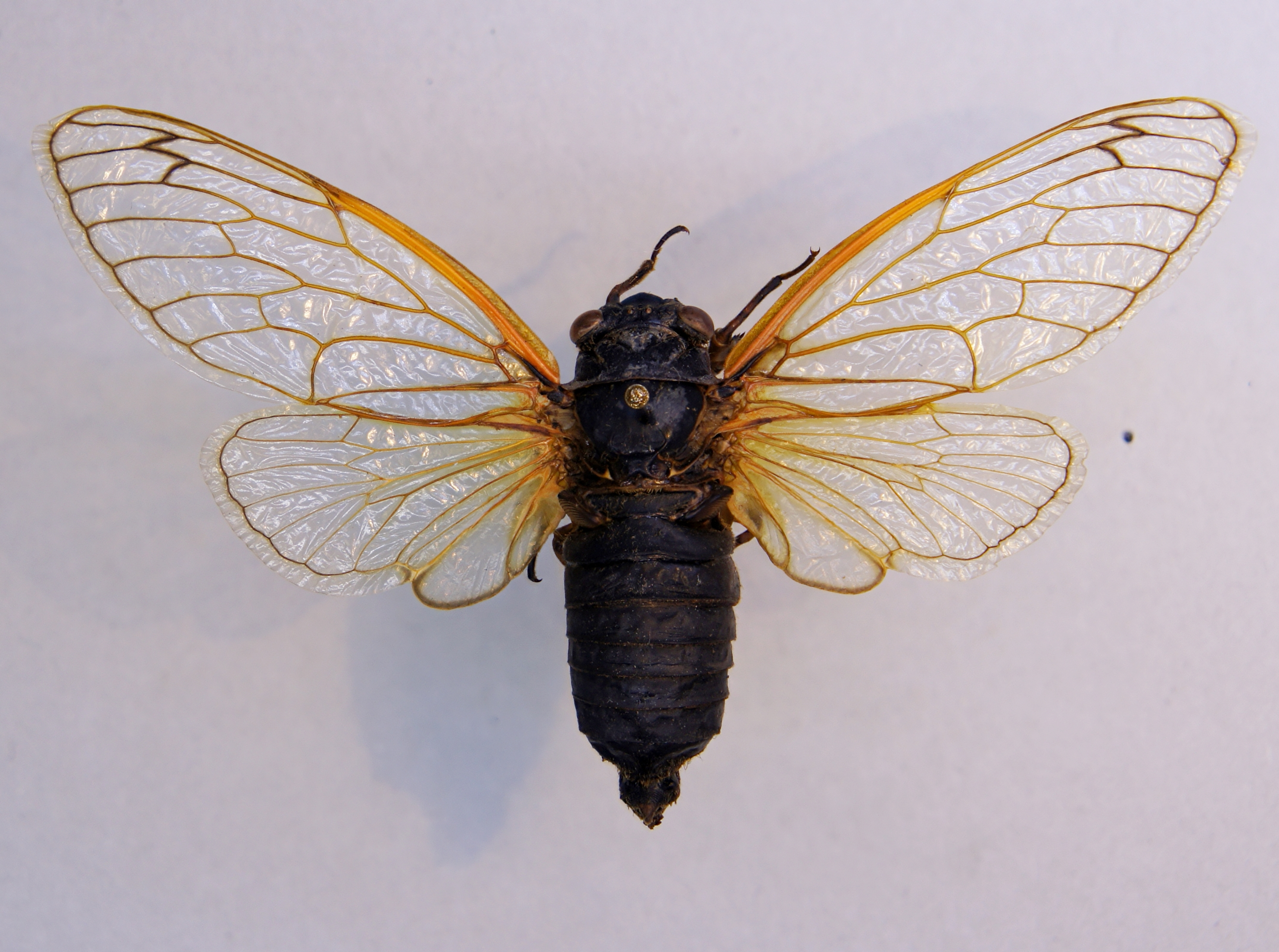

주기매미(Magicicada)는 매미과에서 주기가 13년 또는 17년으로 소수해인 매미이다. 북아메리카에 서식한다.
주기매미는 주기에 따라 13년 매미와 17년 매미로 나뉜다.